# Liste der Kardinalpriester von Santa Maria della Vittoria
Folgende Kardinäle waren Kardinalpriester von Santa Maria della Vittoria in Rom:
- Michelangelo Luchi OSB (1801–1802)
- Joseph Fesch (1803–1822); in commendam (1822–1839)
- Ferdinando Maria Pignatelli CR (1839–1853)
- Adriano Fieschi (1853–1858)
- Joseph Othmar von Rauscher (1858–1875)
- Godefroy Brossais-Saint-Marc (1876–1878)
- Louis-Èdouard-François-Désiré Pie (1879–1880)
- Luigi Jacobini (1880–1887)
- Elzéar-Alexandre Taschereau (1887–1898)
- Giovanni Battista Casali del Drago (1899–1908)
- François-Marie-Anatole de Rovérié de Cabrières (1911–1921)
- Alexis-Armand Charost (1922–1930)
- Angelo Dolci (1933–1936)
- Federico Tedeschini (1936–1951)
- Giuseppe Siri (1953–1989)
- Giuseppe Caprio (1990–2005)
- Seán Patrick O’Malley OFMCap (seit 2006)